# Hạ Bạt Doãn
Hạ Bạt Doãn hay Duẫn (chữ Hán: 贺拔允, 490 - 537) tự Khả Nê  hay A Nê , người Tiêm Sơn, Thần Vũ , dân tộc Sắc Lặc, tướng lĩnh nhà Bắc Ngụy.
Ông là anh trai của Hạ Bạt Thắng, Hạ Bạt Nhạc.

## Cuộc đời
Hạ Bạt Doãn giỏi cưỡi ngựa bắn cung, lại có can đảm và mưu lược. Ông cùng cha và các em trai tập kích giết chết tướng lĩnh nghĩa quân Vệ Khả Quăng (hay Vệ Khả Cô ). Quảng Dương vương Nguyên Thâm  (hay Nguyên Uyên ) lấy ông làm Tích xạ tướng quân, Trì tiết để phòng ngự Phũ Khẩu. Sau khi Thâm thất bại, ông đầu quân cho Nhĩ Chu Vinh.
Cha con anh em của Doãn đều nhờ võ nghệ mà nổi danh, Vinh vốn đã biết. Gặp được Doãn, Vinh đãi ngộ rất hậu. Năm Kiến Nghĩa đầu tiên (528) thời Hiếu Trang đế, ông được phong làm Chinh đông tướng quân, Quang lộc đại phu, ban tước Thọ Dương huyện hầu, thực ấp 700 hộ. Trong những năm Vĩnh An (528 - 530), ông được phong Chinh bắc tướng quân, Úy Châu thứ sử, tiến tước làm công. Trường Quảng vương Nguyên Diệp được họ Nhĩ Chu đưa lên ngôi, ông được cải phong làm Yên quận công, kiêm Thị trung.
Doãn đi sứ Như Như, trở về Tấn Dương, gặp Cao Hoan mới ra vùng Sơn Đông. Ông vốn biết Hoan là người phi thường, từ sớm đã có kết giao. Cao Hoan thấy ông là người có danh vọng ở phương bắc, đối đãi rất thân tình. Doãn cùng Cao Hoan đến Tín Đô, tham gia bàn bạc sách lược. Năm Trung Hưng đầu tiên (532) thời An Định vương Nguyên Lãng, ông chuyển sang làm Tư đồ, lĩnh chức Thượng thư lệnh.
Khi Cao Hoan tiến vào Lạc Dương, ông chuyển sang làm Thái úy, gia chức Thị trung. Bắc Ngụy Hiếu Vũ đế nghi kỵ Cao Hoan, trông cậy vào em trai Doãn là Nhạc, ngầm cho sứ giả đi lại với nhau. Bấy giờ mọi người đều lo Doãn làm phản. Khi Nhạc chết, Hiếu Vũ đế lại trông cậy vào em trai khác của Doãn là Thắng làm tâm phúc. Cao Hoan coi trọng tình nghĩa cũ, vẫn bảo toàn cho cả nhà của ông.

## Cái chết
Năm Thiên Bình thứ 4 (537) nhà Đông Ngụy, ông bị ban chết, khi ấy được 48 tuổi. Cao Hoan đích thân đến khóc, truy tặng Định Châu thứ sử, đô đốc 5 châu chư quân sự.
Doãn có ba con trai: Thế Văn, Thế Nhạc, Nan Đà. Cuối những năm Hưng Hòa (539 – 542), Cao Hoan triệu họ đến để học cùng với các con của mình. Trong những năm Vũ Định (543 – 550), triều đình có sắc cho họ định cư ở Định Châu, ban cho ruộng vườn.